# کریستال آبازای
کریستال آبازای (آلبانیایی: Kristal Abazaj؛ زادهٔ ۶ ژوئیهٔ ۱۹۹۶) بازیکن فوتبال اهل آلبانی است.
از باشگاه‌هایی که در آن بازی کرده‌است می‌توان به باشگاه ورزشی استانبول‌اسپور اشاره کرد.
وی همچنین در تیم‌های ملی فوتبال زیر ۲۱ سال آلبانی و آلبانی بازی کرده‌است.